# Паоло Сави
Паоло Сави (на италиански: Paolo Savi) е италиански геолог и зоолог.

## Биография
Роден е през 1798 г. в Пиза в семейството на професор по ботаника в Пизанския университет. Самият той завършва същия университет и от 1820 г. преподава там зоология, а по-късно и геология. Посвещава голяма част от времето си на Пизанския природонаучен музей, където събира една от най-добрите за времето си колекции в Европа.
Паоло Сави често е наричан „баща на италианската геология“. Той проучва геологията на Монти Пизани и на Апуанските Алпи, обяснява метаморфния произход на карарския мрамор, пише за миоценските пластове и вкаменелостите от Монте Бамболи, железните руди от остров Елба и други. През 1850 – 1851 г., заедно с Джузепе Манегини, публикува изследване на стратиграфията и геологията на Тоскана. В зоологията става известен главно като орнитолог. Той издава два основни труда в тази област – „Ornitologia Toscana“ (1827 – 1831) и „Ornitologia Italiana“ (1873 – 1876).